# Heerwagen (Orgelbau)
Heerwagen war eine deutsche Orgelbaufirma, die 1855 gegründet wurde und bis 1935 bestand.

## Geschichte
Die Firma wurde von Wilhelm Heerwagen (1826–1875) gegründet. Heerwagen wurde am 5. November 1826 in Bad Blankenburg als Sohn eines Tischlermeisters geboren und erlernte den Beruf des Orgelbauers in der Werkstatt von Johann Friedrich Schulze in Paulinzella. Schulzes Betrieb war von Bedeutung für die Umsetzung neuer theoretischer Ansätze im Orgelbau insbesondere von Johann Gottlob Töpfer und fertigte beispielsweise eine Orgel für den Crystal Palace auf der  Weltausstellung 1851 in London.
1855 eröffnete Heerwagen seine eigene Orgelbauwerkstatt in Klosterhäseler und arbeitete hier mit drei Gesellen. In der Werkstatt entstanden zahlreiche Orgelneubauten in den heutigen Bundesländern Sachsen-Anhalt, Thüringen und Brandenburg, von denen viele – allein in seiner Heimatregion zwischen Saale und Unstrut über zwanzig – heute noch erhalten sind. Sie zeichnen sich durch handwerkliche Solidität und für diese Zeit eher konservative Gestaltung der Disposition aus. Außerdem wurden Reparaturen und Orgelumbauten ausgeführt. Nach dem frühen Tod Wilhelms am 29. September 1875 übernahm sein Sohn Emil (1857–1935) den Betrieb und führte ihn bis 1892 in Klosterhäseler weiter. Dort ging er in Konkurs. 1893 nahm er den Betrieb in Bad Kösen wieder auf und führte die Werkstatt ab 1896 bis zu seinem Tod 1935 in Weimar weiter. Seine Nachfolge trat Orgelbaumeister Gerhard Kirchner (1907–1975) an.
Im Orgelbaumuseum Klosterhäseler wird an die in Klosterhäseler gegründete Firma erinnert.

## Werkliste (Auswahl)
| Jahr | Ort                   | Kirche                              | Bild | Manuale | Register | Bemerkungen                                                                         |
| ---- | --------------------- | ----------------------------------- | ---- | ------- | -------- | ----------------------------------------------------------------------------------- |
| 1858 | Stiebritz             | Dorfkirche                          |      | II/P    | 13       | [ 1 ]                                                                               |
| 1861 | Weischütz             | Dorfkirche                          |      | I/P     | 9        |                                                                                     |
| 1867 | Fehrbellin            | Stadtkirche                         |      | II/P    | 15       | Restaurierung durch Schuke 1930 und Eberswalder Orgelwerkstatt 2014, Link zur Orgel |
| 1868 | Markee                | Christuskirche                      |      | I/P     | 10       | seit Jahrzehnten unspielbar → Orgel                                                 |
| 1868 | Stepenitz             | Klosterkirche Marienfließ           |      | II/P    | 17       | [ 2 ]                                                                               |
| 1868 | Wetzendorf            | St. Kilian                          |      | II/P    | 15       |                                                                                     |
| 1869 | Görschen              | St. Crucis                          |      | II/P    | 14       |                                                                                     |
| 1869 | Uichteritz            | Dorfkirche                          |      | II/P    | 16       | [ 3 ]                                                                               |
| 1871 | Klosterhäseler        | Dorfkirche                          |      | II/P    | 13       |                                                                                     |
| 1871 | Bad Bibra             | Maria-Magdalenen-Kirche             |      | II/P    | 24       |                                                                                     |
| 1872 | Zeitz (Aue-Aylsdorf)  | Ev. Kirche                          |      | II/P    | 10       |                                                                                     |
| 1873 | Steinbach (Bad Bibra) | Margaretenkirche                    |      | I/P     | 9        |                                                                                     |
| 1874 | Rothenberga           | Dorfkirche                          |      | II/P    | 11       |                                                                                     |
| 1874 | Nauen                 | St. Jacobi                          |      | II/P    | 32       | → Orgel                                                                             |
| 1879 | Burkersroda           | Dorfkirche                          |      | II/P    | 12       | → Orgel                                                                             |
| 1880 | Balgstädt             | Dorfkirche                          |      | I/P     | 7        |                                                                                     |
| 1882 | Obhausen              | St. Nikolai                         |      | I       | 5        | nicht erhalten                                                                      |
| 1883 | Obermöllern (Möllern) | Nicolaikirche                       |      | II/P    | 9        |                                                                                     |
| 1889 | Kalbitz (Bad Bibra)   | Dorfkirche                          |      | I/P     | 8        |                                                                                     |
| 1892 | Langeneichstädt       | St. Nikolai                         |      | II/P    | 19       | [ 5 ]                                                                               |
| 1903 | Bucha                 | St. Michaelis                       |      | II/P    | 16       | [ 6 ]                                                                               |
| 1907 | Buchfart              | Dorfkirche Zu unserer Lieben Frauen |      | II/P    | 12       |                                                                                     |
| 1908 | Großenlupnitz         | St. Peter und Paul                  |      | II/P    | 16       | restauriert 2021 → Orgel                                                            |